# Avia 51
El Avia 51 fue un transporte comercial de seis plazas diseñado y construido en Checoslovaquia por la firma Avia. Su operación se consideró antieconomica para la época por lo que solo se construyeron tres ejemplares. Estos aparatos, más tarde, tuvieron una anodina participación en la Guerra civil española.

## Historia y diseño
El Avia 51 era un trimotor monoplano de ala alta cantilever diseñado por Robert Nebesář y construido `por la firma Avia para la aerolínea privada checa pèrteneciente al grupo Skoda Československá letecká společnost -CLS . El fuselaje consistía en una estructura  monocoque de duraluminio ; las alas eran metálicas revestidas en tela sostenidas por un robusto y carenado tren de aterrizaje fijo. Estaba propulsado por tres motores radiales Avia Rk.12 de 200 hp; dos instalados en las alas y uno en el morro. El avión, contaba con espacio para una tripulación de 2 pilotos y 5 o 6 pasajeros y a pesar de tener una altura máxima de la cabina de solo 1,55 m contaba con un compartimento para un lavabo y otros dos para el correo y el equipaje.

## Servicio
El Avia 51 entró en servicio en la ruta Berlín-Praga-Viena operando conjuntamente con las aerolíneas CLS, Deutsche Lufthansa y Osterreichische Luftverkergesellschaft; sin embargo, transportando tan pequeña cantidad de pasajeros su operación no resultó rentable. En 1937 los aviones fueron vendidos aparentemente al gobierno estonio (actuando de mediador) que los revendió al gobierno republicano español. En aquellos momentos los aparatos habían sido remotorizados con motores Walter Regulus de 186 kW (250 hp). Al menos un ejemplar operó en Euzkadi con las Fuerzas Aéreas de la República Española FARE durante la Guerra civil española como transporte (TA - Transporte Avia) . Hasta hace poco se decía que el mercante que transportaba los aviones se hundió frente a las costas españolas. Sin embargo, según otras fuentes la realidad fue diferente; los tres aviones llegaron a España en buenas condiciones y fueron allí utilizados por las Fuerzas Aéreas de la República Española y al finalizar la contienda pasaron a engrosar el variopinto inventario del Ejército del Aire español . 

## Usuarios
Checoslovaquia

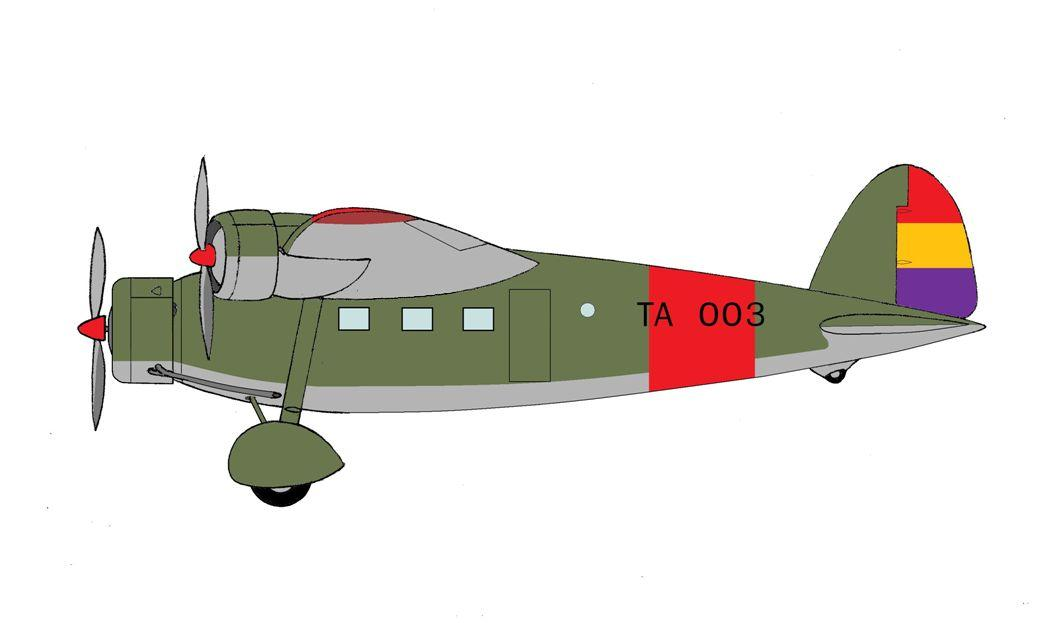
Avia 51 con marcas de las FARE

- Československá letecká společnost - CLS

 España
- Fuerzas Aéreas de la República Española

 Estonia

## Especificaciones técnicas

### Características generales
- Tripulación: 2
- Capacidad: 6
- Longitud: 10,75 m
- Envergadura: 15,10 m
- Altura: 3,50 m
- Carga alar: 38,00 m²
- Peso vacío: 2990 kg
- Peso bruto: 3750 kg

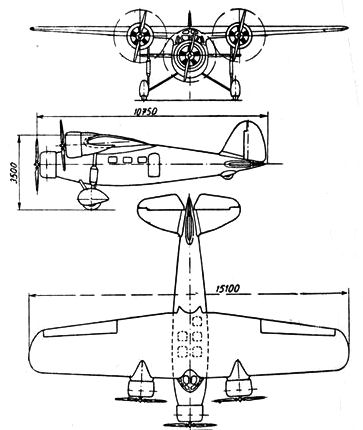
Dibujo 3 vistas Avia 51, en L'Aerophile, diciembre de 1933

- Motor: 3 × Avia Rk.12 7 cilindros refrigerado por aire motor radial, 150 kW (200 hp)

### Desempeño
- Velocidad máxima: 264 km/h
- Velocidad de crucero: 230 km/h
- Autonomía: 780 km
- Techo de vuelo: 4000 m
- Régimen de ascenso: 10,2 m/s
- Relación elevación-arrastre: 94,3 kg/m²

## Aeronaves similares
- Dewoitine D.332
- Junkers G 24
- Junkers G 31
- Junkers Ju 52/3m
- Fokker F.VII
- Fokker F.10
- Rohrbach Ro VIII Roland
- Savoia-Marchetti SM.73

## Listas relacionadas
- Aviones utilizados por las Fuerzas Aéreas de la República Española